# Grand Prix automobile de France 1938

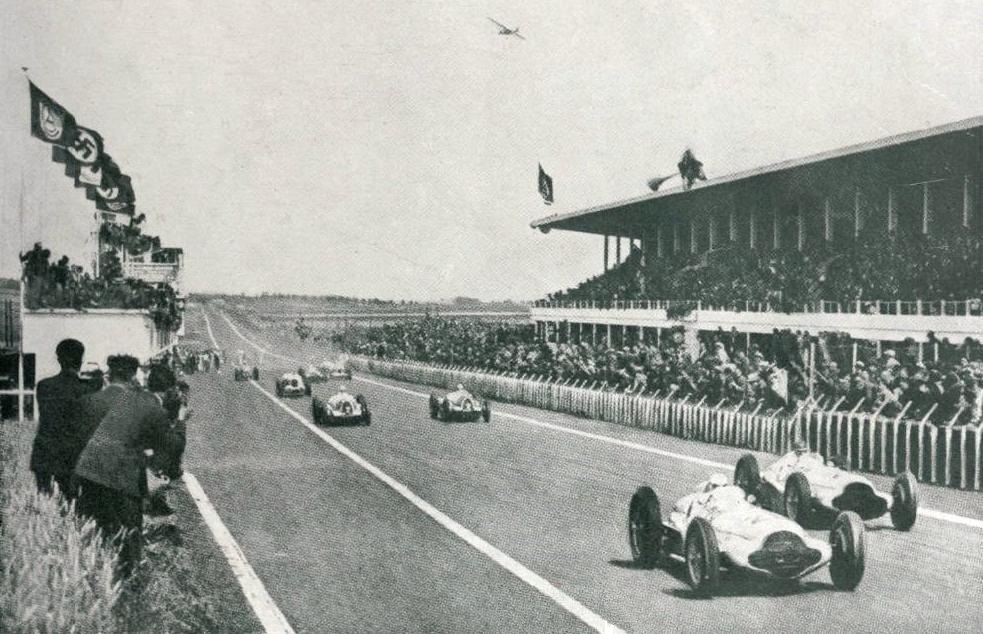
Départ du Grand Prix.

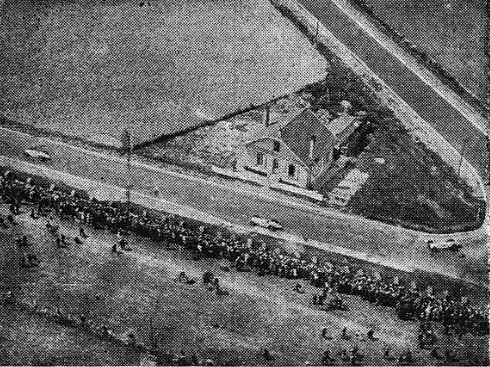
Lang devant von Brautschitsch et Caracciola, en sortie de virage.

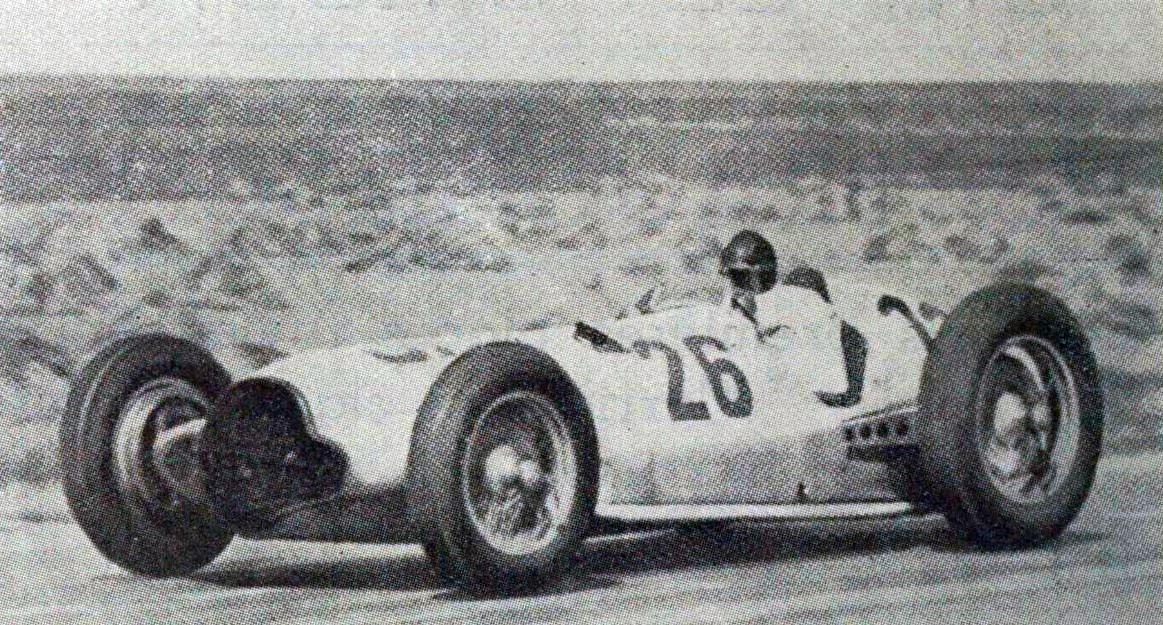
Manfred von Brauchitsch en course.

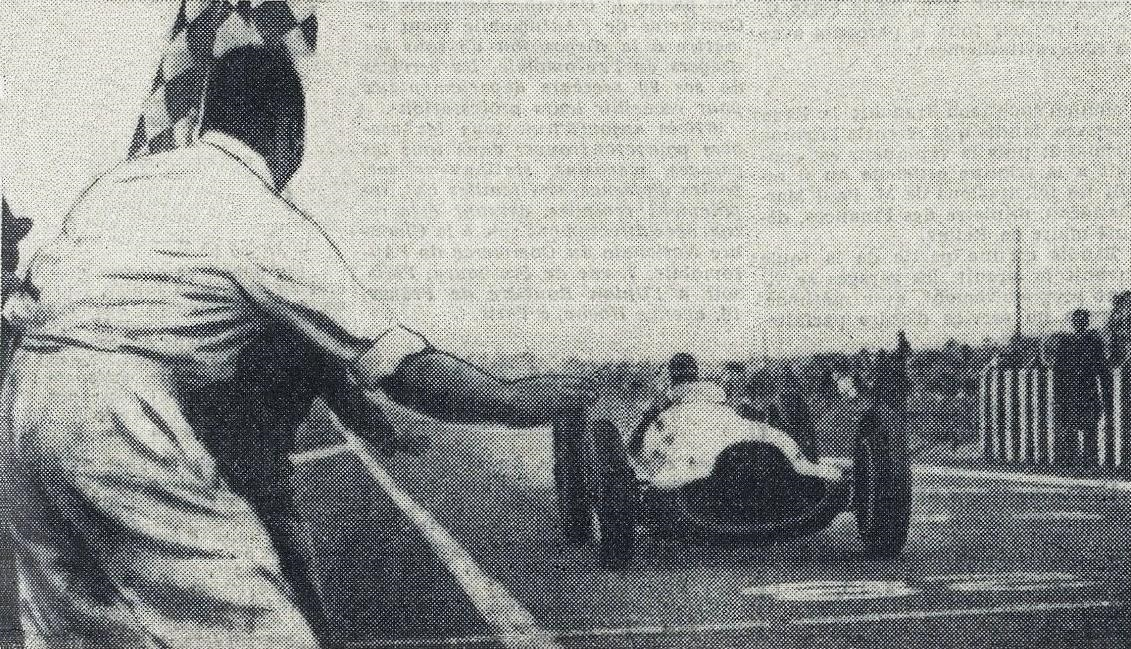
Manfred von Brauchitsch vainqueur du Grand Prix.

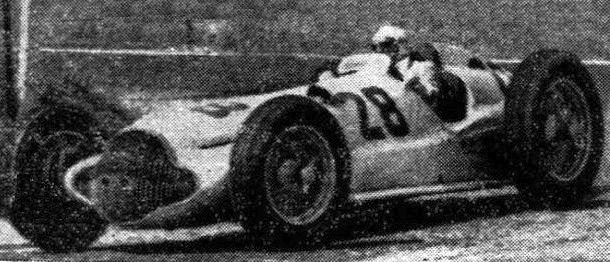
La Mercedes-Benz d'Hermann Lang, troisième.

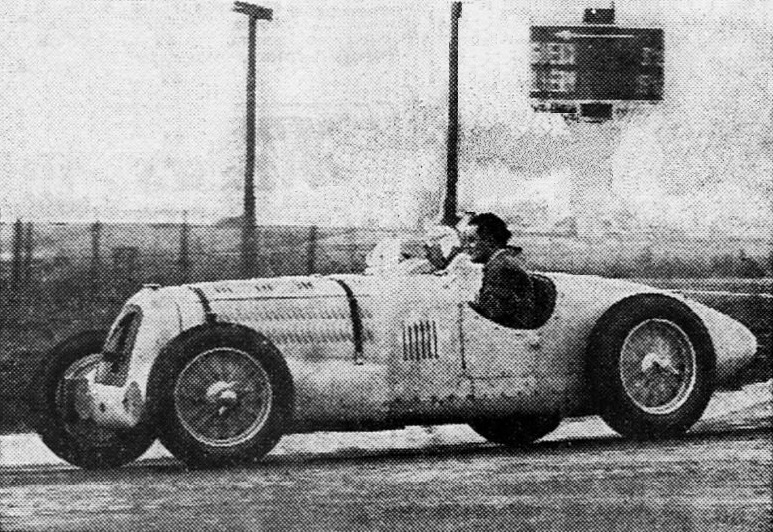
René Carrière, quatrième sur Talbot.

Le Grand Prix automobile de France 1938 est un Grand Prix comptant pour le Championnat d'Europe des pilotes, qui s'est tenu sur le circuit de Reims-Gueux le 3 juillet 1938.

## Grille de départ
| 1re ligne | Pos. 2                                     |                                       | Pos. 1                          |
|           | Von Brauchitsch Mercedes-Benz 2 min 40 s 7 |                                       | Lang Mercedes-Benz 2 min 39 s 2 |
| 2e ligne  |                                            | Pos. 3                                |                                 |
|           |                                            | Caracciola Mercedes-Benz 2 min 41 s 9 |                                 |
| 3e ligne  | Pos. 5                                     |                                       | Pos. 4                          |
|           | Hasse Auto Union 2 min 50 s 9              |                                       | Kautz Auto Union 2 min 43 s 0   |
| 4e ligne  |                                            | Pos. 6                                |                                 |
|           |                                            | Carrière Talbot 2 min 57 s 0          |                                 |
| 5e ligne  | Pos. 8                                     |                                       | Pos. 7                          |
|           | Chaboud SEFAC                              |                                       | Étancelin Talbot 3 min 0 s 7    |
| 6e ligne  |                                            | Pos. 9                                |                                 |
|           |                                            | Wimille Bugatti                       |                                 |

## Classement de la course
| Pos. | no | Pilote                  | Écurie               | Châssis                   | Tours | Temps/Abandon            | Grille | Points |
| ---- | -- | ----------------------- | -------------------- | ------------------------- | ----- | ------------------------ | ------ | ------ |
| 1    | 26 | Manfred von Brauchitsch | Daimler-Benz AG      | Mercedes-Benz W154        | 64    | 3 h 4 min 38 s 5         | 2      | 1      |
| 2    | 24 | Rudolf Caracciola       | Daimler-Benz AG      | Mercedes-Benz W154        | 64    | + 1 min 31 s 1           | 3      | 2      |
| 3    | 28 | Hermann Lang            | Daimler-Benz AG      | Mercedes-Benz W154        | 63    | + 1 tour                 | 1      | 3      |
| 4    | 4  | René Carrière           | Talbot-Darracq       | Talbot T150C              | 54    | + 10 tours               | 6      | 4      |
| Abd. | 2  | Philippe Étancelin      | Talbot-Darracq       | Talbot T150C              | 38    | Moteur                   | 7      | 5      |
| Abd. | 10 | Eugène Chaboud          | SEFAC                | SEFAC                     | 2     |                          | 8      | 7      |
| Abd. | 16 | Christian Kautz         | Auto Union           | Auto Union Type C/D       | 1     | Accident, essieu arrière | 4      | 7      |
| Abd. | 22 | Jean-Pierre Wimille     | Bugatti              | Bugatti Type 59/type 50B3 | 1     | Arrivée d'huile          | 9      | 7      |
| Abd. | 18 | Rudolf Hasse            | Auto Union           | Auto Union Type C/D       | 1     | Accident                 | 5      | 7      |
| Np.  | 6  | ?                       | Talbot-Darracq       | Talbot T150C              |       | Non partant              |        | 8      |
| Np.  | 8  | Joseph Paul             | Louis Delage         | Delage 145                |       | Pilote blessé            |        | 8      |
| Np.  | 12 | Achille Varzi           | Officine A. Maserati | Maserati 8CTF             |       | Non partant              |        | 8      |
| Np.  | 36 | Carlo Felice Trossi     | Officine A. Maserati | Maserati 8CTF             |       | Non partant              |        | 8      |
| Np.  | 20 | Hermann Paul Müller     | Auto Union           | Auto Union Type C/D       |       | Accident aux essais      |        | 8      |
| Np.  | 30 | René Dreyfus            | Écurie Bleue         | Delahaye Type 145         |       | Non partant              |        | 8      |
| Np.  | 32 | Gianfranco Comotti      | Écurie Bleue         | Delahaye Type 145         |       | Non partant              |        | 8      |
| Np.  | 34 | ?                       | Écurie Bleue         | Delahaye Type 145         |       | Non partant              |        | 8      |
| Np.  |    | Richard Seaman          | Daimler-Benz AG      | Mercedes-Benz W154        |       | Pilote de réserve        |        | 8      |
| Np.  |    | Ulrich Bigalke          | Auto Union           | Auto Union Type C/D       |       | Pilote de réserve        |        | 8      |

- Légende: Abd.=Abandon - Np.=Non partant

## Pole position et record du tour
- Pole position :  Hermann Lang en 2 min 39 s 2.
- Meilleur tour en course :  Hermann Lang en 2 min 45 s 1.